# Ordobrevia foveicollis
Ordobrevia foveicollis là một loài bọ cánh cứng trong họ Elmidae. Loài này được Schönfeld miêu tả khoa học năm 1888.